# Comédie-Caumartin
A Comédie-Caumartin é um teatro parisiense de 380 lugares, situado no número 25 da rua de Caumartin no 9.º arrondissement de Paris.

## História
Em 1907, a pequena sala de concertos chamada "Cover's Club" transforma-se numa sala de teatro com 250 lugares chamada Comédie-Royale, que levava a cena comédias e, em especial, teatro de "boulevard". Em 1923, René Rocher muda-lhe o nome para o nome atual.
Fechado em 1932, só reabrirá as portas vinte anos mais tarde, em 1952, totalmente renovado. Entre os sucessos que se seguiram contam-se "Boeing-Boeing" e "Reviens Dormir a L'Elysée".